# Shkëlzen Gashi
Shkëlzen Taib Gashi, född 15 juli 1988 i Zürich, är en schweiziskfödd albansk fotbollsspelare som spelar för Aarau. Han har även spelat för Albaniens landslag. 

## Karriär
Den 2 januari 2020 värvades Gashi av Aarau, där han skrev på ett 3,5-årskontrakt.

## Meriter

### Klubblag
Zürich
- Schweiziska superligan: 2006/2007

Grasshoppers
- Schweiziska cupen: 2012/2013

Basel
- Schweiziska superligan: 2014/2015

### Individuellt
- Årets fotbollsspelare i Schweiz: 2014